# Tiziano Ascagni
Tiziano Ascagni (né le 8 juin 1954 à Voghera en Lombardie) est un joueur et entraîneur de football italien, qui évoluait en tant qu'attaquant.

## Biographie

### Joueur
Formé par le club de Vogherese avec qui il fait ses débuts en campionato di Promozione à l'âge de 16 ans en 1970, il rejoint deux saisons plus tard les jeunes de la Juventus. 
Avec les bianconeri, il ne parvient pourtant pas à jouer le moindre match en Serie A, jouant seulement une seule rencontre en Coppa Italia 1972-73 contre l'AC Reggiana, (1-1 le 16 mai 1973). 
Ensuite, à partir de 1973, Ascagni commence à errer dans de nombreuses équipes de divisions inférieures, gagnant le surnom de Zingaro del gol (en français le gitan du but).
Sans parvenir à s'imposer réellement avec ses différents clubs comme le Latina, Legnano ou encore l'Udinese, il s'impose enfin lors de la saison 1975-1976 sous les couleurs de Carpi, avec qui il inscrit 13 buts en une saison (en 28 matchs). Il est alors acheté par le club de Junior Casale, avec qui il reste en tout deux saisons, marquant 6 réalisations lors de sa première et 14 lors de sa seconde. 
Ses bonnes prestations sous le maillot nerostellata attirent alors l'attention du club de Serie B du Ternana Calcio qui l'achète. Il joue dans son nouveau club son premier match le 24 septembre 1978 (score final 2-2) contre le club de Palerme. Mais avec les rossoverde, il ne parvient pas à répéter ses bonnes prestations des années précédentes, ne marquant en tout qu'un seul but en 19 matchs, contre Tarente.
À la fin de cette saison, il descend en Serie C1, catégorie où Ascagni devient alors un spécialiste des promotions en division supérieure. Lors de la saison 1979-1980, il inscrit 10 buts sous les couleurs de Varese qui finit par remporter le championnat. L'année suivante, il inscrit 5 buts lors de la saison de promotion de l'US Cremonese. Mais la saison suivante, il ne suit pas ses coéquipiers en deuxième division mais préfère rejoindre le club de l'US Triestina. Il y reste en tout deux saisons en tant que titulaire, formant un duo d'attaquants redoutable avec Franco De Falco. Lors de sa première saison, il obtient une nouvelle promotion en 1983 (la troisième de sa carrière),. Cette année-là il marque 6 buts, en jouant comme second attaquant derrière De Falco qui frappe 25 fois.
Au mois d'octobre 1983, il quitte son club après avoir réalisé un mauvais début de saison, puis est acquis par le club de Parme, avec qui il obtient à la fin de la saison sa quatrième promotion en Serie B. Il part alors rejoindre le club de Brescia, où il joue en tout 51 matchs en deux saisons, obtenant une nouvelle promotion.
Après ensuite une saison passée au club du Spezia Calcio en Serie C1 sur les conseils du dirigeant de Cremonese Erminio Favalli, il part pour un dernier challenge avant de terminer sa carrière à 33 ans avec le club du Fiorenzuola en Campionato Interregionale, où il forme un nouveau duo d'attaque avec Hubert Pircher. Sa dernière expérience ne fut pas concluante, Pircher et Ascagni ne parvenant pas à faire promouvoir leur équipe en division supérieure. Ascagni est même suspendu de l'équipe pour des raisons disciplinaires par les dirigeants.

### Entraîneur
Après la fin de sa carrière de joueur, il devient tout d'abord l'entraîneur du petit club de Castelverde, avant de s'occuper de secteur jeune de Cremonese à partir de 1992.

## Palmarès
| Juventus - Coupe d'Italie : - Finaliste : 1972-73. |  | Varèse - Championnat d'Italie D3 (1) : - Vainqueur : 1979-80. |  | Cremonese - Championnat d'Italie D3 (1) : - Vainqueur : 1980-81. |  | Triestina - Championnat d'Italie D3 (1) : - Vainqueur : 1982-83. |  | Parme - Championnat d'Italie D3 (1) : - Vainqueur : 1983-84. |  | Brescia - Championnat d'Italie D3 (1) : - Vainqueur : 1984-85. |